# Plaza de 25 de Julio

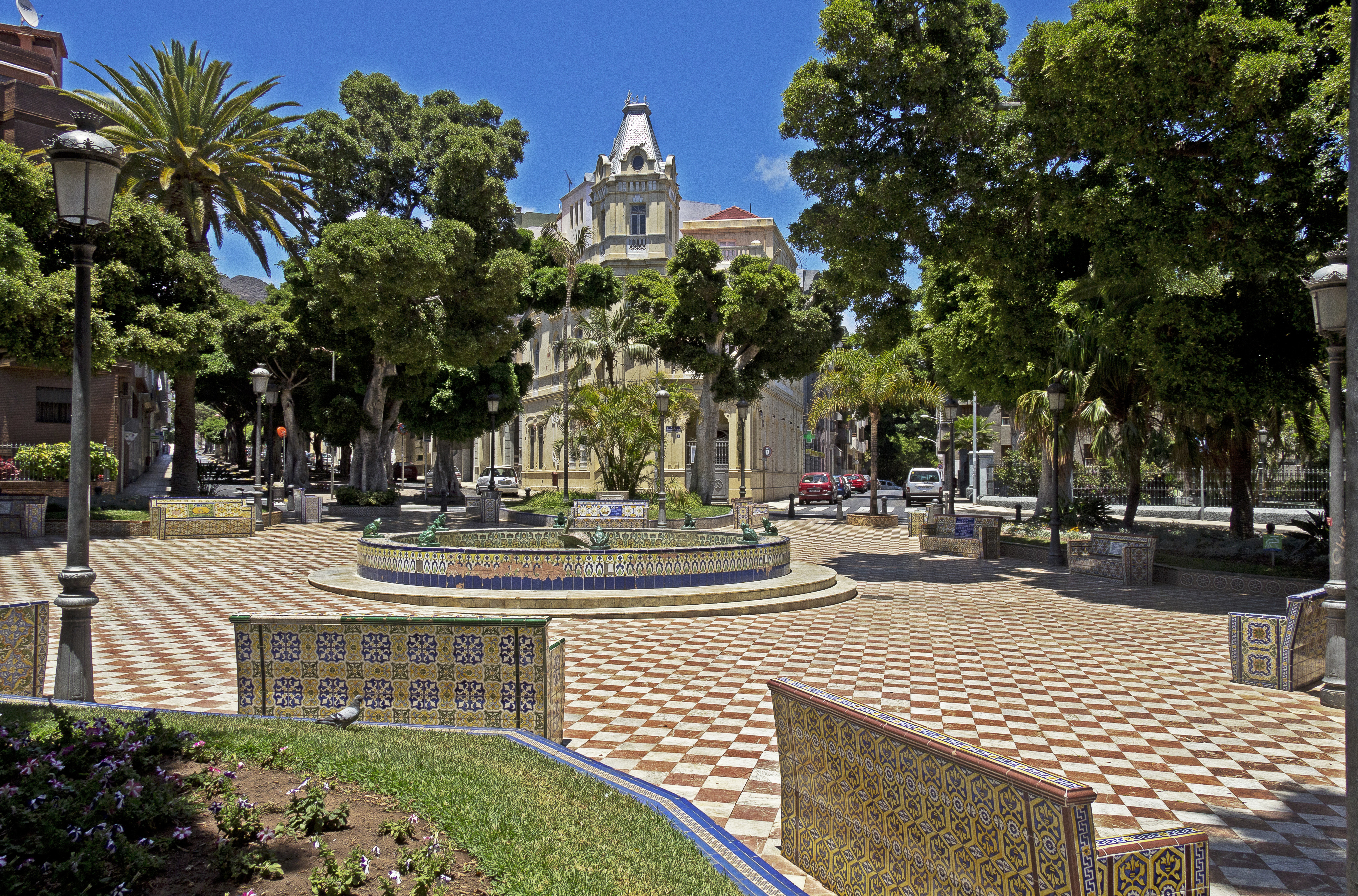
Blick in Richtung Avenida 25 de Julio und Calle General O’Donell

Die Plaza de 25 de Julio ist ein runder Platz mit einer Fläche von etwa 1300 m2 in Santa Cruz de Tenerife. Der Name bezieht sich auf den Angriff auf Santa Cruz de Tenerife (1797) durch die britische Marine. Der Platz ist allgemein als „Plaza de los Patos“ (Entenplatz) bekannt.

## Lage
Der Platz befindet sich an der Kreuzung der Avenida 25 de Julio mit der Calle Viera y Clavijo. Auch die Calle Costa y Grijalba und die Calle General O’Donell führen zu dem Platz. Er bildet das Zentrum des unter Denkmalschutz stehenden Stadtteils Barrio de Los Hoteles. In unmittelbarer Nähe befinden sich der Parque García Sanabria, die Plaza Weyler, das Rathaus, die Kirche San Jorge und die Rambla de Santa Cruz.

## Geschichte

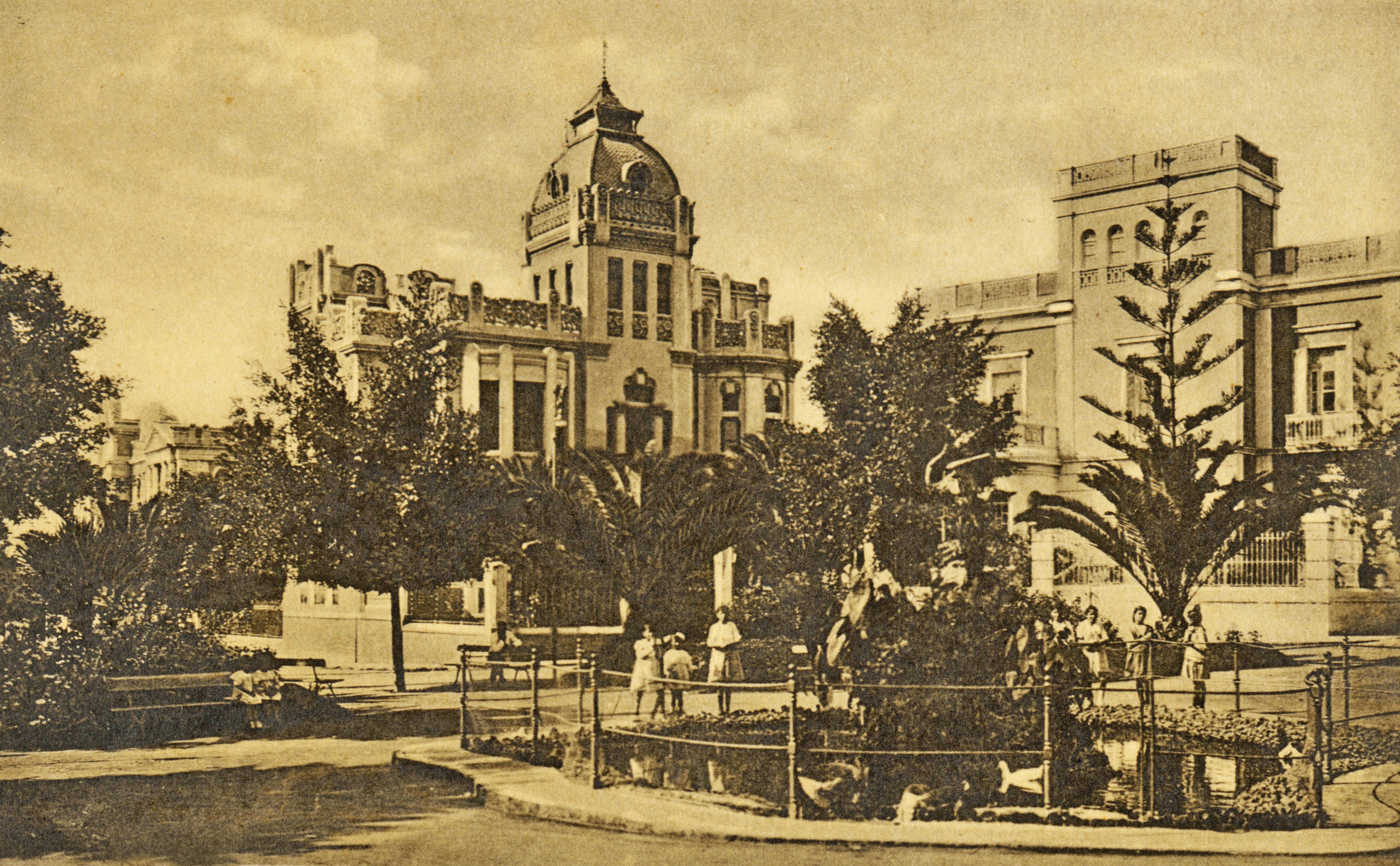
Ansicht des Platzes um das Jahr 1920

An der Kreuzung in der Mitte der Avenida 25 de Julio war ursprünglich kein Platz vorgesehen. Im Jahr 1901 schlug der damalige Bürgermeister der Stadt, Pedro Schwartz vor, auf der Kreuzung ein Denkmal für den aus Santa Cruz de Tenerife stammenden früheren Ministerpräsidenten Spaniens General Leopoldo O’Donnell zu errichten. Es wurde ein Ausschuss in Madrid und einer in Santa Cruz de Tenerife gegründet um die Mittel für ein Reiterdenkmal zu sammeln, dessen Entwurf von Agustín Querol stammte. Als im Jahr 1906 König Alfons XIII. Santa Cruz de Tenerife besuchte, legte er den Grundstein für das Denkmal. – Der Platz war in der folgenden Zeit als „La Piedra del Rey“ (Der Stein des Königs) bekannt. Da die Spenden für die Errichtung des Reiterdenkmals nicht ausreichten, blieb der Platz leer. Im Jahr 1909 wurde ein kleiner Brunnen aufgestellt. Bei der Neugestaltung des Platzes 1913 wurde ein kleiner unregelmäßig geformter Teich mit einem Durchmesser von etwa zehn Metern angelegt, in dessen Mitte Wasser von einem Felsen herunter lief. Auf dem Teich schwammen gelegentlich Enten. Daraus ergab sich die noch heute gängige Bezeichnung „Plaza de los Patos“. Im Jahr 1917 wurden Beete angelegt und Bäume gepflanzt. Die „Junta de Fomento de Turismo“ (Vereinigung zur Förderung des Tourismus) finanzierte diese Maßnahmen.

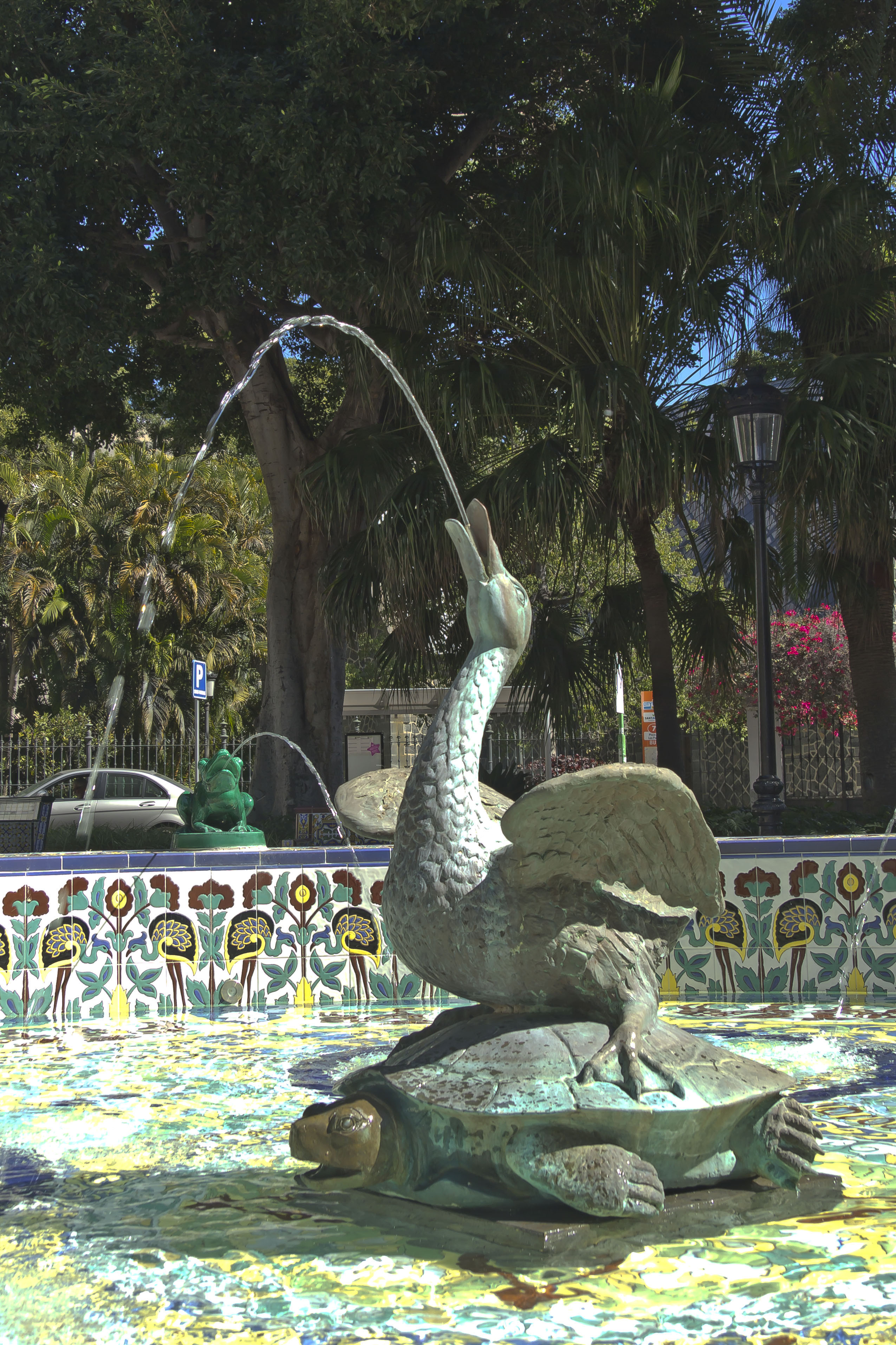
Figurengruppe in der Mitte des Wasserbeckens

Die Exposición Iberoamericana in Sevilla 1929–1930 führte zu neuen Anstößen für die Stadtgestaltung in Santa Cruz. Eine Bürgerinitiative setzte sich dafür ein, den Platz al modo sevillano (auf sevillanische Art) zu verändern, mit einer Kopie der Fuente de las Ranas aus dem Parque de María Luisa in Sevilla sowie der Einfassung der Beete und Dekoration der 26 Bänke mit glasierten Keramikfliesen. Die notwendigen Mittel wurden durch Spenden der Nachbarn und durch Kirmes-, Theater- und Kinoveranstaltungen aufgebracht. Die Bänke wurden von verschiedenen Unternehmen finanziert, deren Werbung auf den Rückenlehnen als Azulejos abgebildet wurde. Das Alter und die schlechte Pflege der Anlage machten es Ende der 1960er Jahre erforderlich, eine grundlegende Renovierung durchzuführen. Es wurde versucht mit Fliesen, die in Sevilla nach Bildern und Musterstücken angefertigt wurden den Originalzustand so genau wie möglich wiederherzustellen. Im Jahr 2018 wurde der Platz erneut renoviert.

## Aussehen des Platzes seit 1969

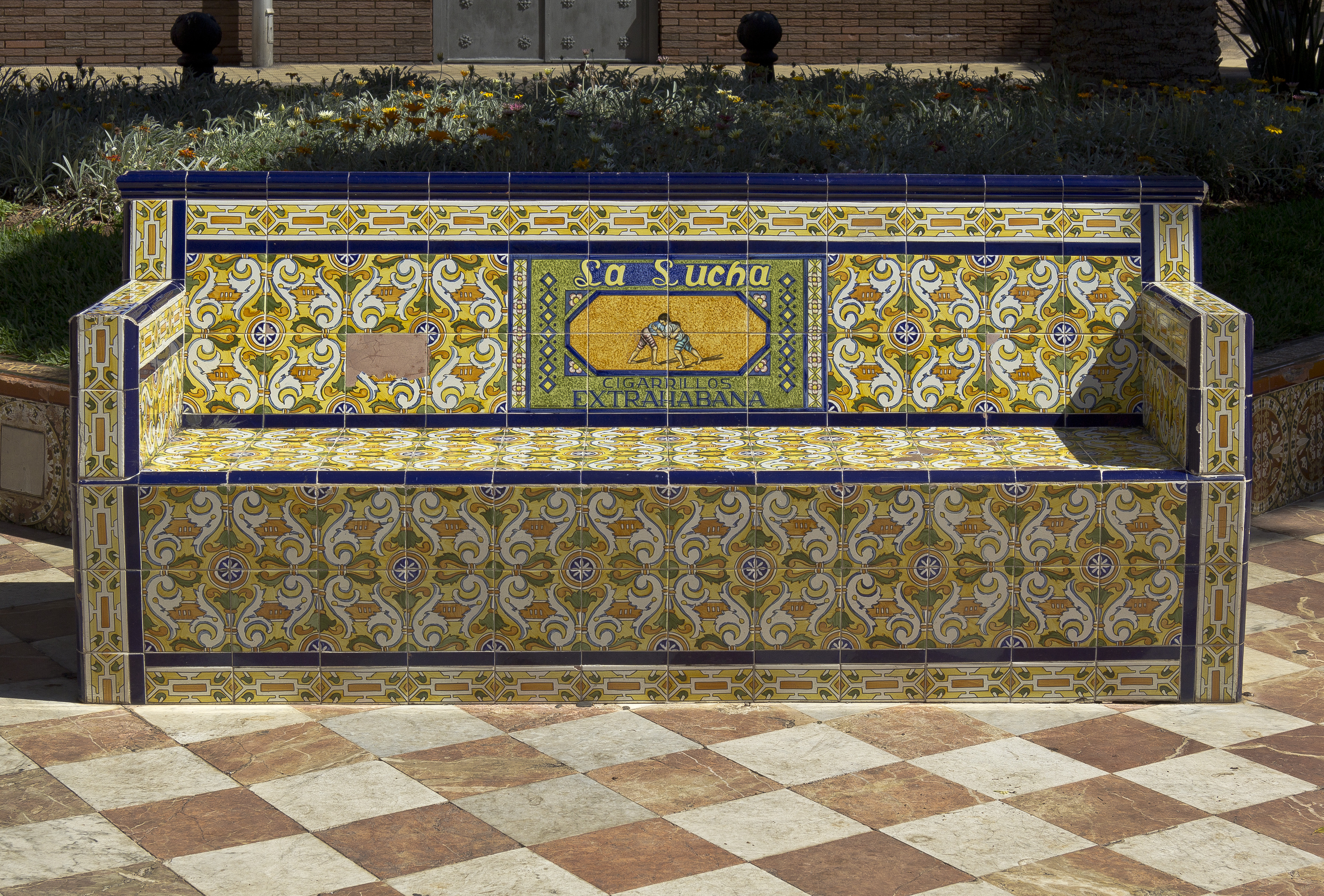
Bank mit der Werbung einer Zigarettenfabrik

Der Platz besteht aus einer Kreisfahrbahn mit sechs Einmündungen. Die Mittelinsel ist ringförmig mit Pflanzenbeeten umgeben die ca. 30 cm höher liegen als das Platzniveau. An jeder Straßeneinmündung befindet sich ein Zugang zur Platzmitte. Die Ränder der Beete sind mit unterschiedlich farbig gemusterten Fliesen abgedeckt. Die Bepflanzung besteht aus Indischem Lorbeer, verschiedenen Palmen und wechselnden Blumen. Die innere Platzfläche und die Zugänge sind mit roten und weißen Steinplatten schachbrettartig belegt. Der Platz hat ein leichtes Gefälle. In den Zugängen und an den Innenseiten der Pflanzenbeete befinden sich die komplett mit Fliesen verkleideten Bänke. Auch der Rand und der Boden des Brunnenbeckens sind mit Fliesen bedeckt. Auf dem Rand sitzen acht Wasser speiende Frösche aus grün glasiertem Keramikmaterial. In der Mitte des Beckens befindet sich die Plastik einer Schildkröte auf deren Rücken ein Wasser speiender Vogel mit Schwimmhäuten steht. Ob es sich bei diesem Vogel um eine Gans oder eine Ente handelt, ist umstritten.